# Brandgans
De brandgans (Branta leucopsis) is een gans uit de familie Anatidae (Zwanen, ganzen en eenden). De vogel werd in 1803 door de Duitse natuuronderzoeker Johann Matthäus Bechstein geldig beschreven als Anas leucopsis. De vogel broedt in arctische gebieden en trekt 's winters zuidwaarts tot aan de vorstgrens.

## Naamgeving
Volgens het systeem van Carl Linnaeus plaatste Bechstein deze gans in het geslacht Anas. De betekenis van het soortbijvoegsel leucopsis komt uit het Oudgrieks: λευκός ("wit") + ὄψις ("gezicht"). Deze gans heeft een groot aantal volksnamen zoals pauwgans, nongans, pauwtje, bonte blaffer, blaffer, krakker, kakelaar, keergans, dondergans en tongergoes (Friese variant van dondergans). In het Engels heet de gans '"eendenmosselgans" (barnacle goose). In vroeger tijden wist men niets over het broedgedrag omdat de vogel alleen 's winters werd gezien. Toen bestond er de mythe dat deze ganzen uit eendenmossels werden geboren. Over de rotgans werd vergelijkbaar verhaal verteld. In 1803 toen Bechstein de brandgans zijn wetenschappelijke naam gaf, was wel degelijk bekend dat de vogels in de poolstreken broedden.

## Kenmerken
De vogel is 55 tot 66 cm lang en heeft een spanwijdte van 110 tot 120 cm, gemiddeld 15 cm korter dan de grauwe gans. Uiterlijke kenmerken tussen het mannetje en het vrouwtje zijn er nauwelijks; alleen in het formaat en gewicht is er enig verschil: het mannetje weegt 910–1810 g, het vrouwtje 850–1770 g. De kop is geelachtig wit; achterzijde van de kop, nek en bovenborst zijn zwart. De buik en de onderkant zijn grijswit met een grijze bandering. De vleugels zijn grijsblauw met zwart-witte strepen. De poten en snavel zijn zwart. Het is een sterke vogelsoort die weinig of geen last ondervindt van vriesweer.

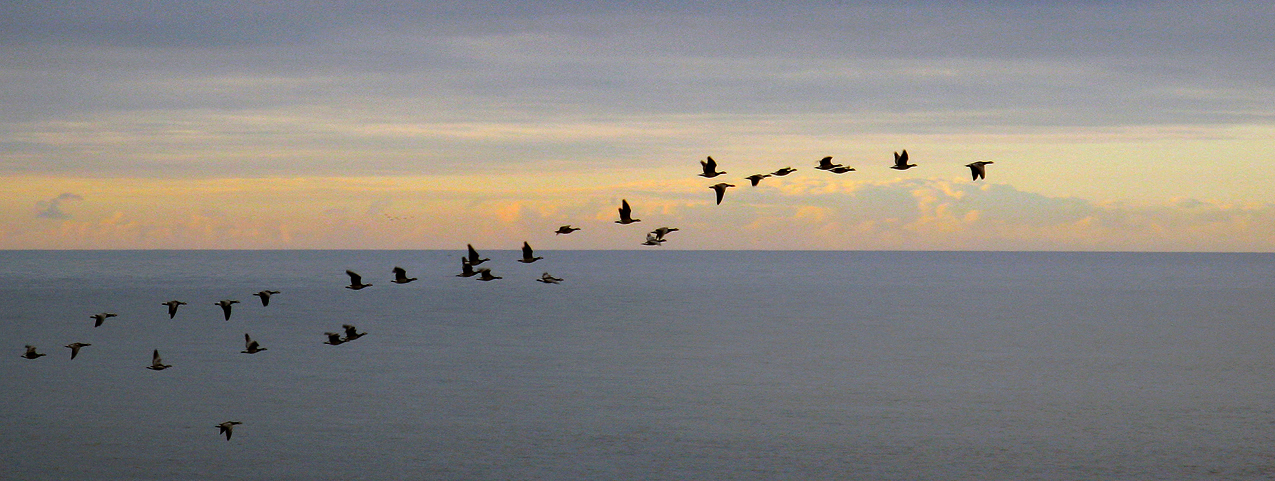
Vlucht brandganzen
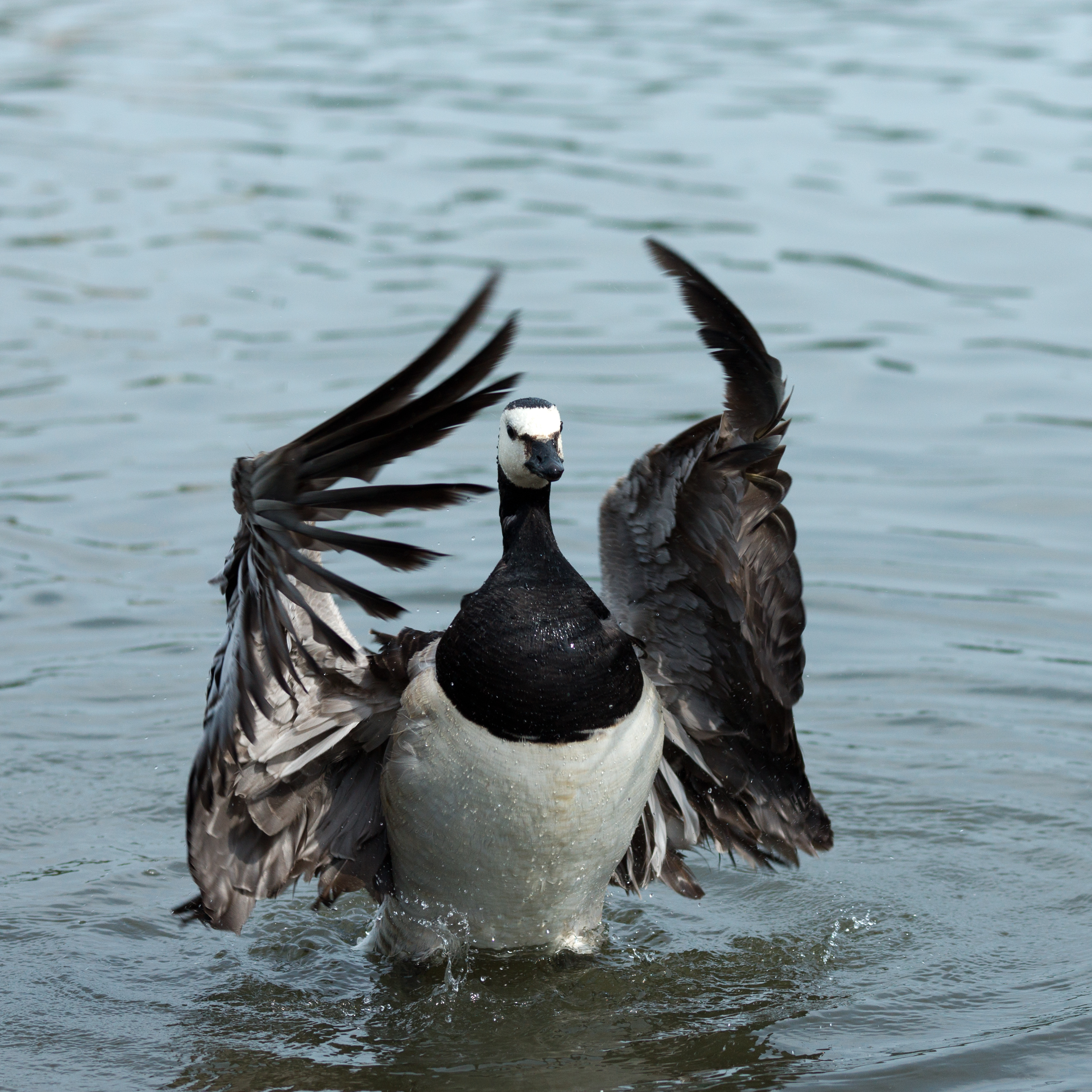
Brandgans in vluchtstart

## Voorkomen

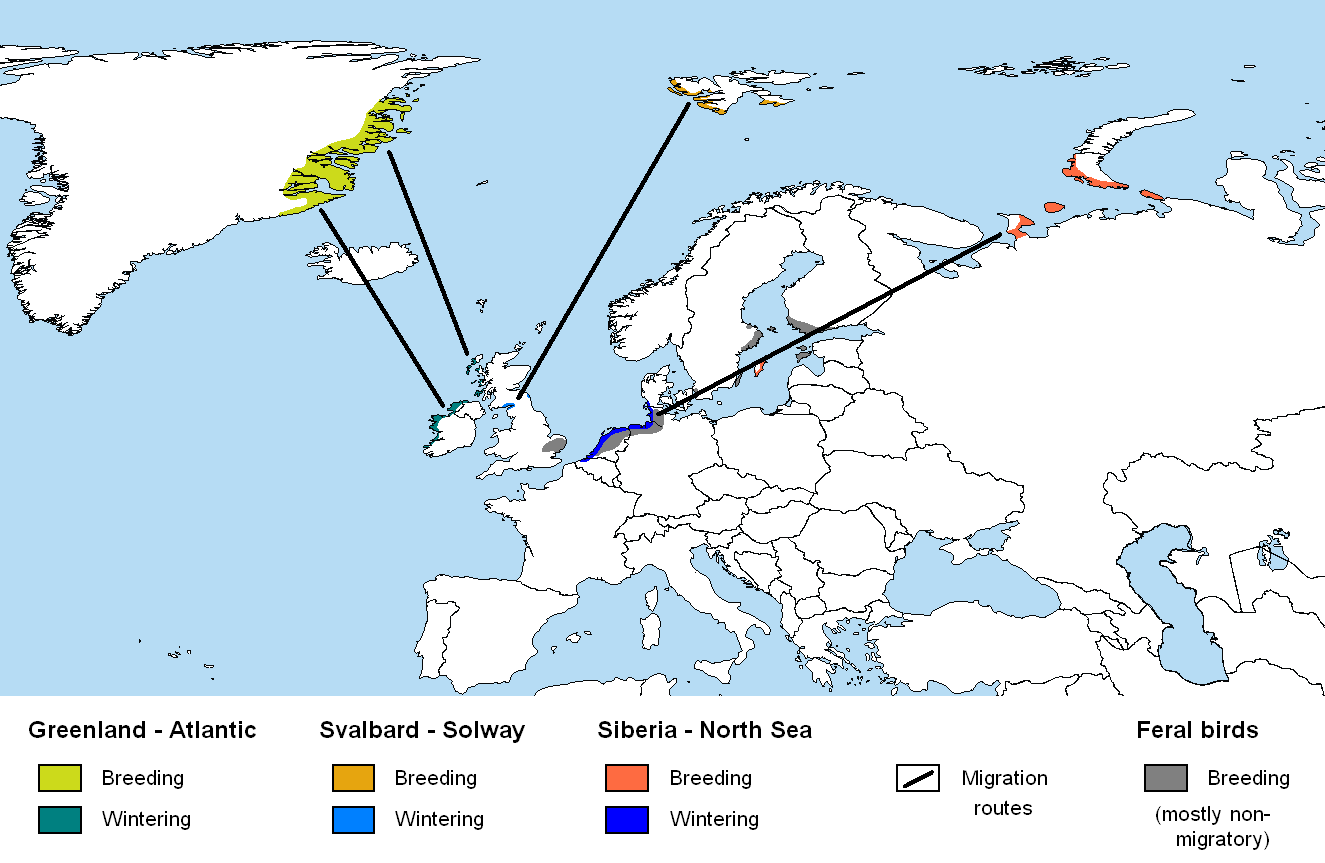
Verspreidingsgebied van de brandgans
----

Verspreidingsgebied is het noordelijk deel van de Atlantische Oceaan, van de oostkust van Groenland tot Spitsbergen en het zuiden van Nova Zembla in moerassige gebieden in de nabijheid van de zee, in riviermondingen en op wadden. In de zomer broeden de vogels rond de poolcirkel, waar ze door de extreem lange daglengte bijna 24 uur per dag zicht hebben en zo in staat zijn hun eieren en kuikens te beschermen. Belangrijke roofdieren, zoals poolvossen, hebben zo aanzienlijk minder kans om de brandganzen te bedreigen.
Het wintergebied bevindt zich vooral aan de kusten van Ierland, de westkust van Schotland en de Noordzeekust van Duitsland en Nederland. Over het algemeen volgen deze dieren de zogenaamde vorstlijn en trekken ze met dit vorstgebied mee. Hiermee ontlopen ze een aantal natuurlijke vijanden.

### Voorkomen in de Lage Landen
De aantallen overwinterende brandganzen zijn vanaf de jaren 1970 voortdurend gestegen. Volgens Sovon Vogelonderzoek Nederland steeg alleen al in Nederland het aantal overwinteraars van ongeveer 50.000 individuen in de jaren 1990 tot ca 800.000 in de jaren 2013-2015. Daarnaast komt de vogel ook steeds frequenter voor als broedvogel. Deze vestiging begon in de jaren 1990 met broedgevallen in onder andere het Haringvliet. In 2011 werden alleen al in het Nederlandse rivierengebied 4190 broedparen geteld en in de periode 2013-2015 is het totaal aantal broedparen in Nederland geschat op 16.000-22.000. Sinds de jaren 1990 zijn daardoor in de weilanden van de Lage Landen het hele jaar door brandganzen aanwezig, in steeds toenemende aantallen.

## Voedsel
Hun voedsel bestaat hoofdzakelijk uit gras, maar ook nuttigen ze diverse mossoorten en ander groen. Bovendien eten ze naast gras en zeegras veel zaden, wat zeer ongewoon is bij ganzen. Het zoeken naar voedsel vindt doorgaans plaats bij daglicht. Bij dageraad en rond het vallen van de avond begeven ze zich naar veilig gelegen rustplaatsen. Bij volle maan kunnen ze het voedsel zoeken de hele nacht voortzetten. Tijdens de poolzomer, wanneer het helemaal niet meer donker wordt, eten ze ook de hele dag door, om een vetvoorraad te vormen voor de trek naar het zuiden in de winter.
De brandgans eet voornamelijk eiwitrijke jonge scheuten gras, die tamelijk kort worden afgegraasd. Het eiwit wordt verteerd, en de groene vezel zelf wordt via de ontlasting weer uitgescheiden.

## Nest
De nesten worden minstens een meter van elkaar af gebouwd. Een legsel bestaat uit drie tot zeven eieren van grijsachtig-witte kleur welke gedurende 24 à 25 dagen bebroed worden.

## Opvoeding
Na het uitvliegen der jongen vormen ze groepen van meerdere families.

## Gevangenschap
De brandgans is een veel gehouden sierwatervogel. Zij wordt beschermd door de Flora- en faunawet en mag dus enkel worden gehouden indien ze is gefokt. In gevangenschap moeten ze kunnen beschikken over zwemwater en een grasveld, daar ze in hoofdzaak veel gras eten. Het menu in gevangenschap bestaat verder voornamelijk uit speciaal watervogelvoer. De brandgans ontsnapt vaak uit gevangenschap, wat waarschijnlijk heeft bijgedragen aan hun voorkomen als broedvogel buiten de poolgebieden.

## Video
- Grazende brandganzen
- Brandganzen met jongen